# 东镇路德堂
36°05′06″N 120°20′50″E / 36.08500°N 120.34722°E
东镇路德堂又名清和路基督教堂，俗称“四路大庙”，位于中华人民共和国山东省青岛市市北区清和路44号，建于1940-1941年，是青岛的主要基督教教堂之一。现为市北区文物保护单位。

## 历史
1900年，德国柏林传教会传教士昆祚（Adolf Kunze）在台东镇兴建该会在青岛的第二座礼拜堂。第一次世界大战以后，柏林传教会将其在山东的教产转让给美国信义会。1925年，美国信义会在青岛建立鲁东信义会，接管原柏林传教会在青岛周边的传教事务。
1940年，鲁东信义会集资兴建新堂，由丹麦建筑师艾慕尔（Johannes Prip-Møller）和俄国建筑师尤力甫（Wladimir Yourieff）共同设计，东海营造厂承建，1941年7月完工。为与当时台东的整体格调相统一，该教堂也设计为仿中式建筑。
1942年，鲁东信义会美籍人员被日军逮捕，教会事务由德籍传教士维持，1945年日本投降后恢复。1958年大陆基督教会实行联合礼拜，该教堂为联合礼拜点之一。文革时期教堂停止宗教活动，以致年久失修。1984年，青岛市人民政府拨款维修，次年恢复礼拜。2000年再次维修。2000年，该建筑列入第一批青岛市历史优秀建筑名单。第三次全国文物普查期间，该建筑列入市北区第三次全国文物普查新发现的不可移动文物名录。2011年，该建筑列入市北区文物保护单位。

## 建筑特色
该教堂平面呈矩形，占地面积2225.34平方米，建筑面积1481.95平方米，建筑体为钢筋混凝土结构与砖石木结构混合。建筑外立面模仿中国殿宇建筑，屋顶为重檐歇山顶，铺设中式灰瓦。教堂内部高约10米，以12个圆柱合围支撑而成，柱与额枋及梁之间有斗拱装饰。该教堂由西方建筑师设计，而设计师的设计中体现出试图将基督教中国化、平民化的努力，但该建筑的格调及细部处理被认为张冠李戴、极不和谐。

## 图集
- 建造纪念碑，部分字迹模糊处为文革时凿毁
- 教堂背面